# Aartsbisdom Armagh
Het Aartsbisdom Armagh (Latijn: Archidioecesis Ardmachana; Iers: Ard-Deoise Ard Mhacha) is een rooms-katholiek bisdom op Ierland. Armagh werd opgericht in 445 en verheven tot aartsbisdom in 1152. Het aartsbisdom telt 61 parochies. Patroonheiligen zijn de HH. Patrick, Malachias en Oliver Plunkett. Het omvat county Louth, het grootste deel van county Armagh en delen van county Tyrone, county Derry en county Meath. 
De kerkprovincie Armagh bestaat, naast het aartsbisdom, uit de bisdommen Ardagh en Clonmacnoise, Clogher, Derry, Down en Connor, Dromore, Kilmore, Meath en Raphoe. Het omvat geheel Noord-Ierland en een deel van Ierland. De aartsbisschop van Armagh is traditioneel tevens de Primaat van Ierland.
De kathedraal van het aartsbisdom is de Sint Patrick's Cathedral.
Ook de Church of Ireland kent een aartsbisdom Armagh.